# バウルサク
バウルサク(バシキール語: бауырһаҡ [bɑ.wɯ̞r.ˈhɑq], カザフ語: баурсақ [bɑwərsɑ́q] バウルサク, キルギス語: боорсок [boːrsóq] ボールソク, モンゴル語: боорцог,ᠪᠣᠭᠤᠷᠰᠤᠭ　[ˈpɔːrtsʰəq] ボールツォグ, タタール語: бавырсак バウィルサク, ウズベク語: bog'irsoq [bɒʁɨrsɒ́q] バギルサク, タジク語: бусроқ [busrɒ́q] ブスラク, トルコ語: pişi,bişi,tuzlu lokma,halka)は、中央アジア、イデル＝ウラル、モンゴルで主に作られている揚げパンである。バウルサクはクッキーやビスケットの一種として見られることもあり、またその調理方法からドーナツと比較されることもある。速成パンの一種とされる。

## 準備

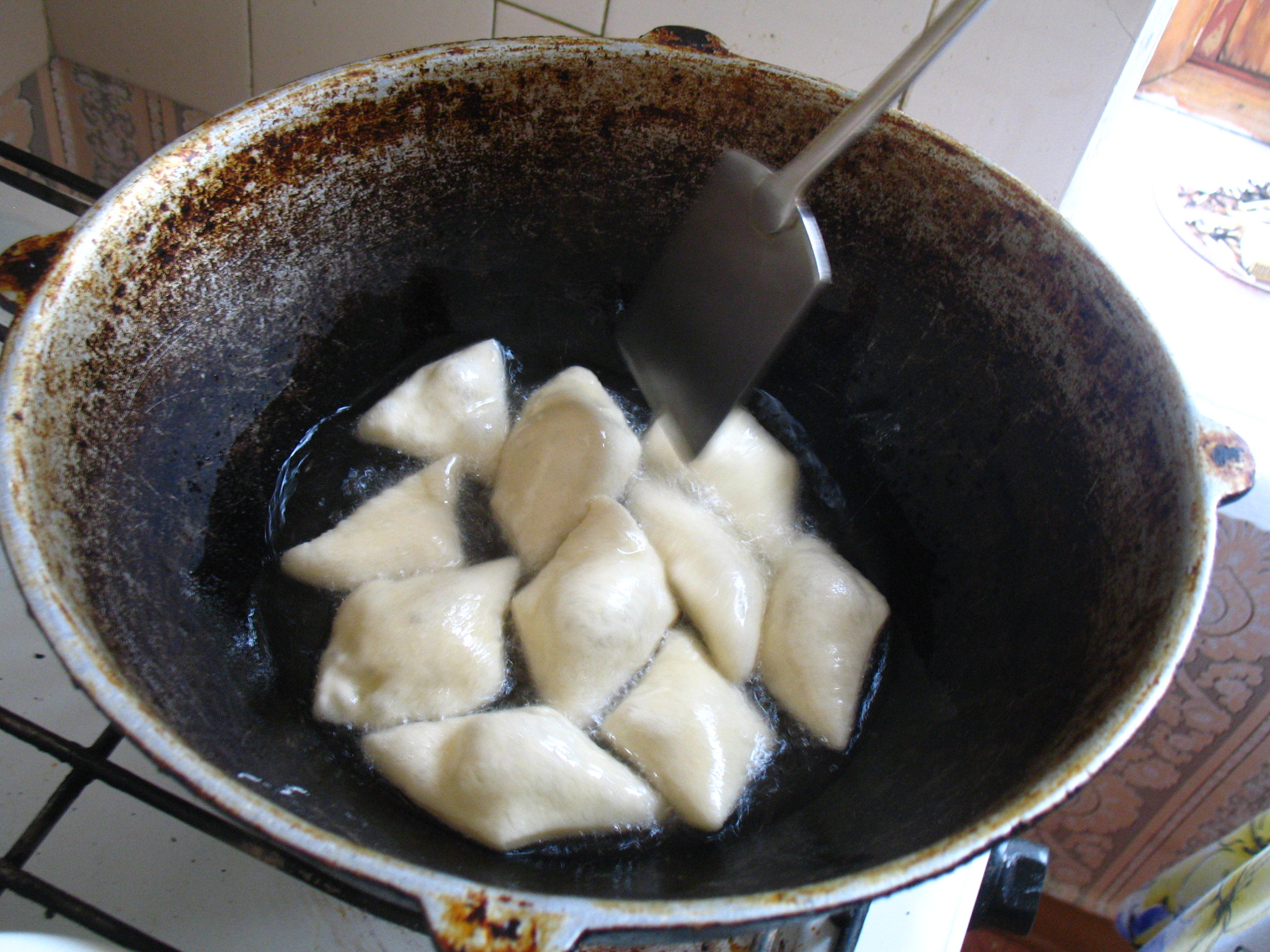
火にかけたカザンでボールソクを揚げる様子、キルギス

バウルサクはシンプルなパンに似たものから甘くパリパリとした食感のものまで作り方によって多種多様である。典型的なキルギスの作り方ではバター、塩水、牛乳、イースト、小麦粉を用いる。鶏卵や砂糖を加える場合もある。

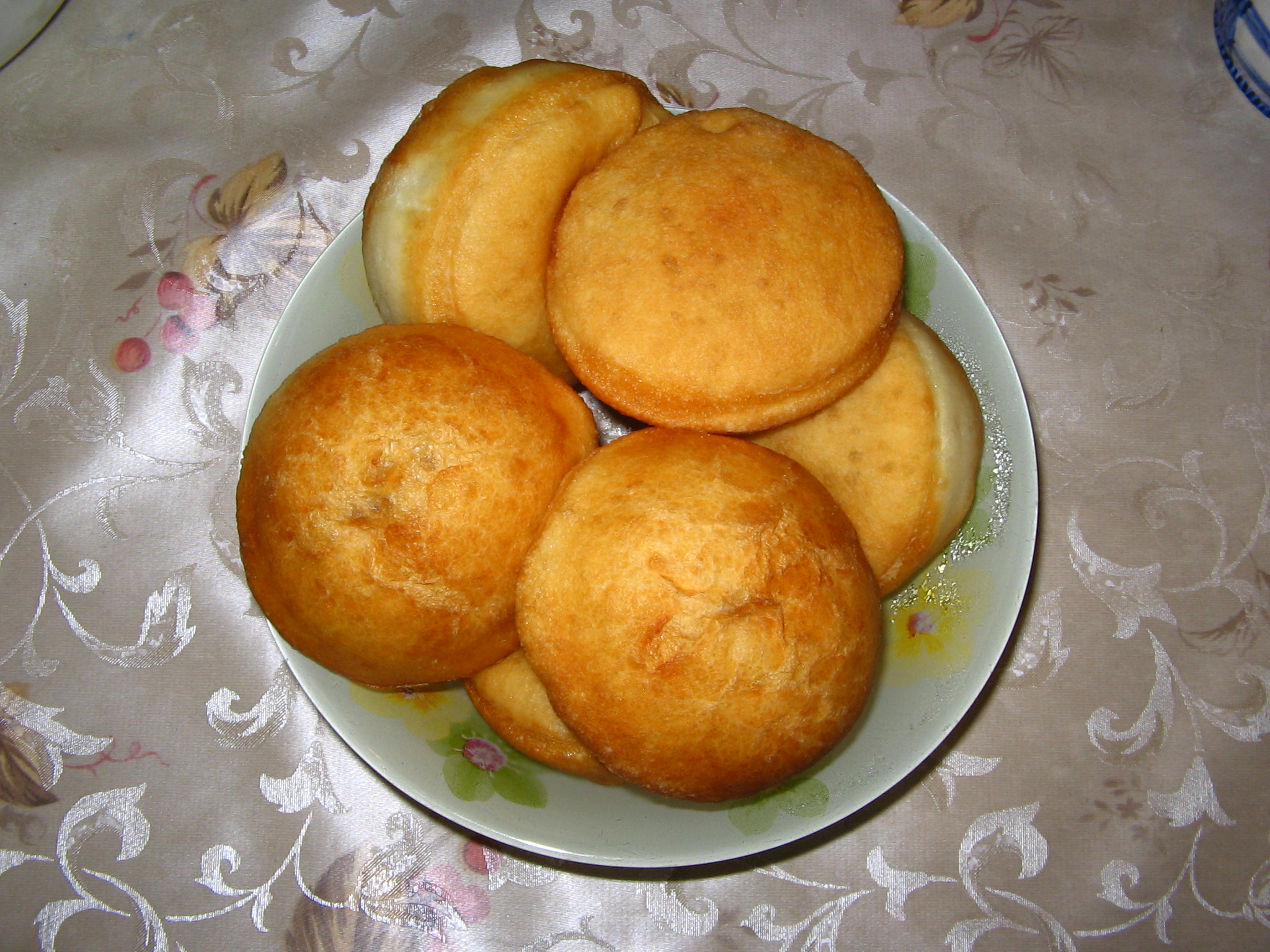
カザフスタンのバウルサク

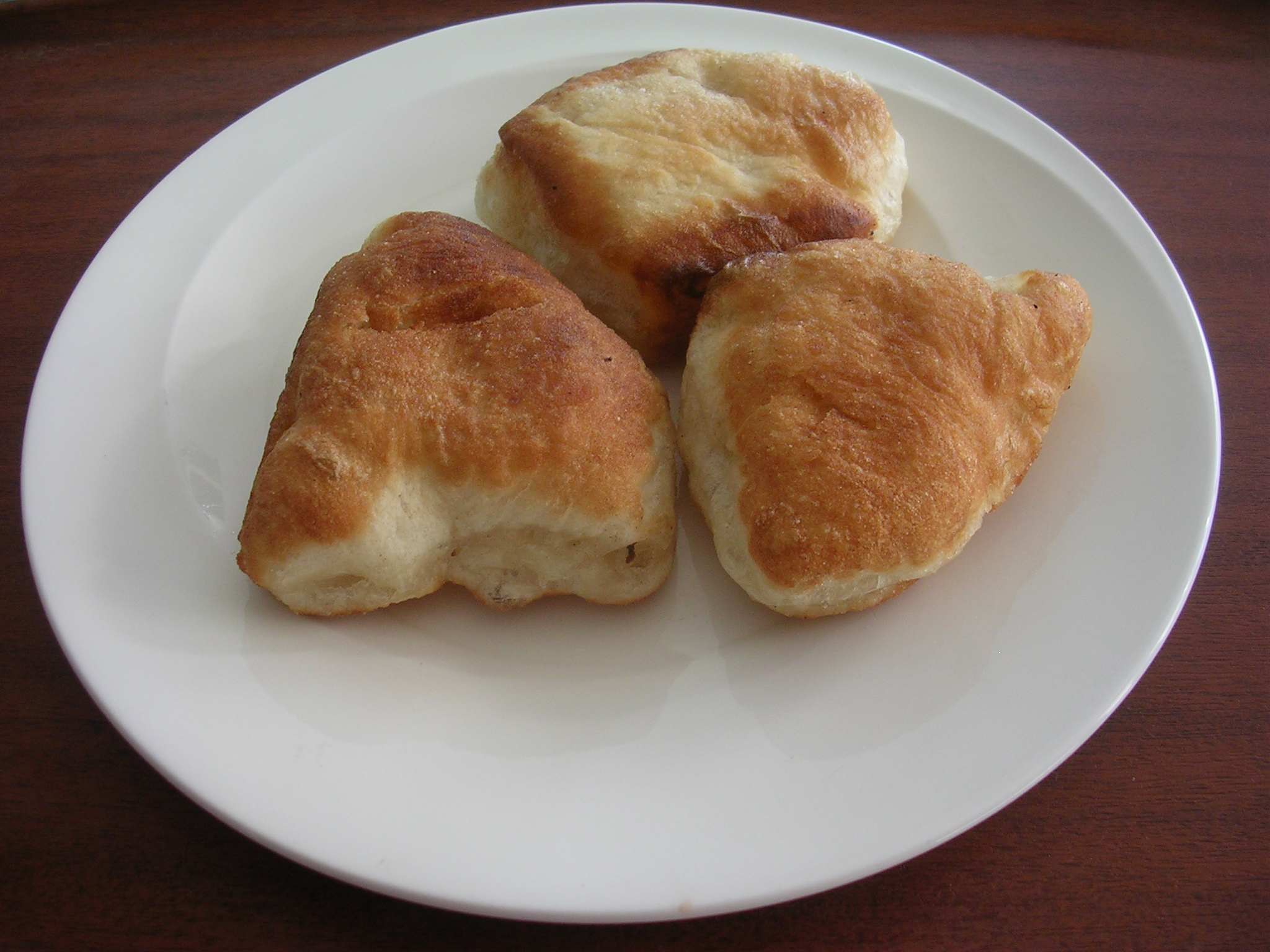
トルコのピシ

中央アジアではあまり見られないが、バウルサクは生地を細かく切り分け平たくすることがあり、揚げる前に曲げたり結んだりして成形する。これは特にモンゴルにおいて一般的である。生地はきれいなきつね色になるまで揚げる。モンゴルでは香りづけとして羊脂を伝統的に用いるが、植物油も代用として用いることがある

。

## バリエーションと類似の食品

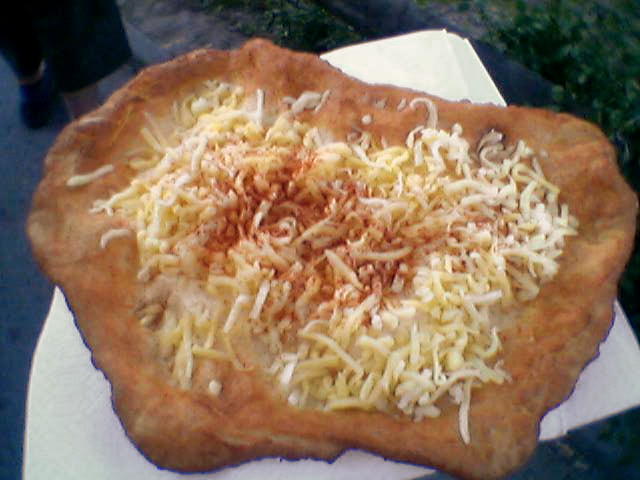
チーズをのせたハンガリーのラーンゴシュ

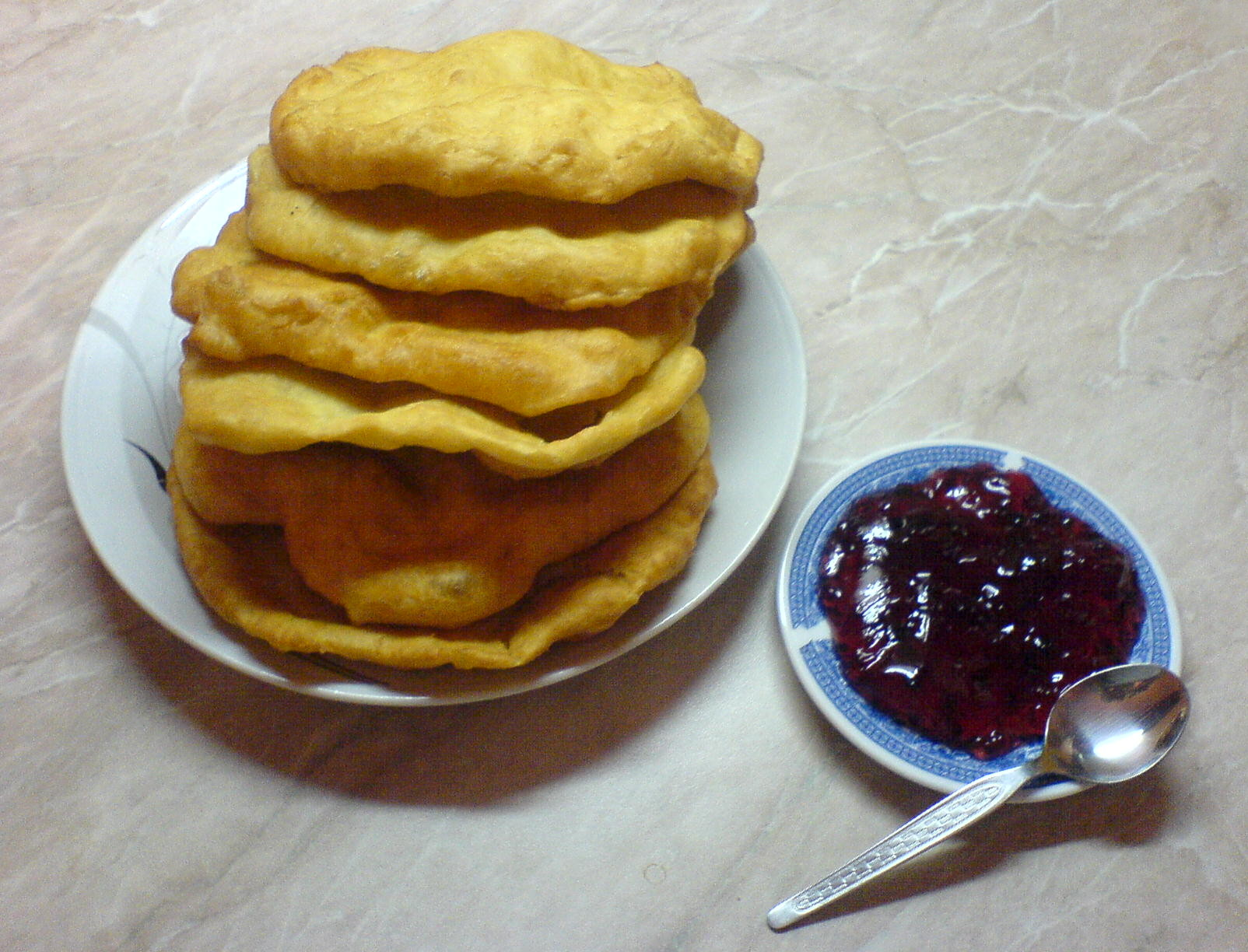
ブルガリアのメキツァ

バウルサク (カザフ語: бауырсақ) もしくはバウルサキ (ロシア語: баурсаки) はカザフスタン発祥のドーナツに似たペイストリーである。バウルサクはパン生地を揚げて作られ、丸型もしくは三角形に整形して作られる。生地は小麦粉、イースト、牛乳、卵、マーガリン、塩、砂糖、油を使用して作る。バウルサキはシュルパとともに食べることも多い。
タジキスタンでは、ブスラクを揚げる前にパン生地に漉し器の裏側を押し付けて十字の模様をつけることが多い。
キルギスのボールツォグはデザートとして食されることが多く、砂糖、バター、はちみつをつけて食べる。モンゴルやその他のテュルク系民族はバウルサクを茶にひたして食べることもある。
ラーンゴシュ (ラテン文字: Lángos, ハンガリー語発音: [ˈlaːŋɡoʃ]) はハンガリーの料理で、小麦粉、イースト、塩、水を用いて作った平たい生地を揚げて作る。
ラーンゴシュには水の代わりにヨーグルトやサワークリーム、牛乳を入れて作ることも有り、少量の砂糖を加えたり、小麦粉にゆでてつぶしたジャガイモを入れることもある。マッシュポテトを入れたものはクルンプリシュ（ジャガイモ）ラーンゴシュと呼ばれる (ハンガリー語: Krumplis lángos, Krumplislángos)。ラーンゴシュは揚げたてを食べるものであり、上にサワークリームや粉チーズ、リプタウアー、ハム、ソーセージ、おろしニンニクもしくはガーリックバターをのせて食べる。マッシュルーム、クォーク (チーズの一種)、ナス、キャベツ、ケフィア、オムレツ、粉砂糖、ジャムなどを添えて食べることもある。
ラーンゴシュは家庭で調理するか、通りの屋台で買って食べることが多い。
伝統的にラーンゴシュはレンガ造りのオーブンの火に近い部分で焼くことが多い。ラーンゴシュはパン生地から作られ、新しいパンを焼いた日の朝食として出される。現代ではレンガ造りのオーブンを持つ家庭が少なくなっており、家庭ではラーンゴシュを焼く代わりに油で揚げて作ることが多くなっている。
ラーンゴシュはハンガリーだけでなく、オーストリアのレストランでもファーストフードとして販売されている。オーストリア、特にウィーンでは、ラーンゴシュはプラーター公園のような遊園地やイベント会場において非常に人気のあるファーストフードとなっている。ラーンゴシュはチェコ、スロバキア、クロアチアではランゴシュとして知られており、セルビアではラングシュと呼ばれている。ラーンゴシュはルーマニアでも人気のある料理である。
ラーンゴシュはアメリカン・インディアンが作るフライブレッドと類似点が多い。
メキツァ (ブルガリア語: мекица、複数形はメキツィ) はヨーグルトを加えたパン生地を揚げて作るブルガリアの伝統料理である。生地は小麦粉、卵、ヨーグルト、膨張剤、水、塩、油を使用して作り、伝統的にジャムやフェタチーズを添えて供される。朝食では、砂糖や蜂蜜をかけて食べることが多いが、ヨーグルトとともに食べることもある。メキツァはハンガリーのラーンゴシュと類似点が多い。